# The Story of Maths
The Story of Maths is een productie van de BBC en de Open University uit 2008. De serie vertelt het verhaal van de geschiedenis van de wiskunde in vier afleveringen. De serie wordt gepresenteerd door Oxford-professor Marcus du Sautoy.
The Language of the UniverseHet eerste deel van deze serie is The Language of the Universe. Het gaat over hoe belangrijk wiskunde is in het dagelijks leven en hoe het daardoor ontstaan is. Du Sautoy bezoekt hierbij Egypte, Mesopotamië en Griekenland.
The Genius of the EastIn de tweede aflevering vertelt du Sautoy de ontwikkeling van de wiskunde in het Oosten (China, India en het Midden-Oosten). China gebruikt wiskunde in hun bouwkundige projecten en in India wordt het getal 0 ontdekt. In het Midden-Oosten worden technieken ontwikkeld om vierkantsvergelijkingen op te lossen.
The Frontiers of SpaceDeze aflevering gaat over de Europese wiskundige ontwikkeling. Algebra en meetkunde worden met elkaar verbonden en de calculus wordt ontwikkeld door Isaac Newton. Gauss onderzoekt hoe priemgetallen met elkaar verbonden zijn.
To Infinity and BeyondDe laatste episode bevat de 23 problemen van Hilbert. Deze problemen, voorgesteld op 8 augustus 1900, zouden de uitdaging worden voor de wiskundigen van de 20ste eeuw.